# Sousou no Frieren
Sousou no Frieren (яп. 葬送のフリーレン Со:со но Фури:рэн, «Провожающая в последний путь Фрирен») — манга, написанная Канэхито Ямадой и проиллюстрированная Цукасой Абэ. Выпускается с апреля 2020 в японском журнале Weekly Shonen Sunday издательства Shogakukan. Основанный на манге аниме-сериал, снятый студией Madhouse, выходил с сентября 2023 по март 2024 года.
Действие манги происходит в фэнтезийном мире. В прошлом группа героев, в которую входила и эльфийская волшебница Фрирен, после многих приключений победила Короля Демонов и спасла мир. После этого подвига прошло полвека, и нестареющая Фрирен отправляется в новый поход к «месту упокоения душ», чтобы окончательно попрощаться со своим умершим от старости соратником Химмелем. Этот поход отчасти повторяет собой предыдущее приключение — путешествуя по местам собственной славы и вспоминая прошлое, Фрирен узнаёт больше о мире людей, о своих бывших спутниках и о самой себе.
К марту 2025 года продажи манги составили более 24 миллионов экземпляров. Sousou no Frieren получила 14-ю премию «Манга Тайсё», а также призы 25-й  ежегодной культурной премии имени Тэдзуки Осаму в 2021 году, 69-й  премии манги Shogakukan и 48-й премии манги Коданся (в категории сёнэн) в 2024 году.

## Сюжет
История начинается с возвращения домой отряда героя Химмеля после победы над Королём демонов. Долгое приключение, которое затянулось на десятилетие, подошло к концу, а Химмель и его товарищи принесли мир в земли людей. В отряд героя входили волшебница-эльфийка Фрирен, герой-человек Химмель, воин-гном Айзен и священник-человек Хайтер. Перед тем как расстаться, они вместе любуются метеоритным дождём, который случается раз в пятьдесят лет. Фрирен предлагает встретиться с друзьями вновь, чтобы в следующий раз показать им лучший вид. Затем она отправляется в путешествие по миру в поисках магических знаний.
Фрирен возвращается в столицу спустя пятьдесят лет, и за это время человечество изменилось, а её бывшие спутники заметно постарели. Друзья отправляются в последнее путешествие, чтобы в уединённом месте ещё раз полюбоваться метеоритным дождём. Вскоре после этого Химмель умирает от старости, а Фрирен во время похорон осознаёт, что была недостаточно близка с ним. Для эльфов время течёт иначе, поэтому она не до конца осознавала скоротечность жизни других людей.
После похорон, Фрирен решает лучше узнать людей и больше не сожалеть об упущенных возможностях. Она навещает старых товарищей и берёт под опеку Ферн, сироту, которую воспитывал Хайтер. А Айзен предлагает ей отправиться на далёкий север, к замку побеждённого Короля Демонов, где находится Ауреоле, место, где покоятся души смертных.
Таким образом, действие истории происходит на протяжении долгого времени, с частыми флешбэками, а персонажи, включая Фрирен, меняются по ходу повествования.

## Персонажи
Фрирен (яп. フリーレン Фури:рэн) — эльфийка, волшебница, член отряда героя Химмеля, победившей Короля демонов. Хотя Фрирен и выглядит молодо, она из долгоживущей расы эльфов и ей уже более тысячи лет. Фрирен — одна из самых могущественных магов в мире, она ненавидит демонов и безжалостно убивает их, известна как маг, погубивший больше всего демонов в истории, за что получила прозвище «Провожающая в последний путь». Поскольку её чувство времени отличается от человеческого, Фрирен привычно уделять чему-то одному месяцы, а то и годы внимания. После смерти Химмеля, Фрирен жалеет, что не узнала его ближе во время их десятилетнего приключения. Поэтому она отправляется в новое путешествие, чтобы лучше узнать людей. Теперь она путешествует с подопечными-людьми: Ферн, которую взяла в ученики по предложению старого товарища Хайтера, и Штарком, воином-учеником Айзена.
В далёком прошлом эльфийская деревня, где жила Фрирен, была вырезана демонами, она была спасена великим магом Фламме и стала её ученицей.
Несмотря на возраст, порой ведёт себя по-детски. Любит долго спать и с огромным трудом просыпается по утрам. В качестве хобби, собирает гримуары с магией. Обожает лазать по сундукам с сокровищами, из-за чего постоянно застревает в пастях мимиков.
Её имя происходит от немецкого глагола «замерзать, зябнуть».
Сэйю: Ацуми Танэдзаки
Ферн (яп. フェルン Фэрун) — человек, волшебница, ученица Фрирен. Она сирота из южной страны, потерявшая родителей во время войны и собиравшаяся покончить с собой, спрыгнув в овраг, однако её спас Хайтер. В детстве Ферн начала обучаться магии, чтобы стать более самостоятельной. Позже она познакомилась с Фрирен, которая посетила Хейтера, когда ей было девять лет, и он попросил Фрирен обучить её магии, чтобы она могла стать самостоятельным магом. Когда ей исполнилось пятнадцать лет, после смерти Хайтера, она отправляется в путешествие с Фрирен в качестве её подопечной.
Её имя происходит от немецкого «далекий» или «дальний».
Сэйю: Кана Итиносэ
Штарк (яп. シュタルク Сютаруку) — человек, молодой воин, воспитанный Айзеном, который заменяет его в новом приключении Фрирен. Поскольку Айзен отказался от приглашения из-за преклонного возраста, Штарк становится бойцом первой линии в сражениях — роль, для которой Фрирен и Ферн, будучи магами, не годятся. Он робок, однако действительно невероятно сильный и умелый воин, преданный своим товарищам.
В переводе с немецкого имя означает «сильный».
Сэйю: Тиаки Кобаяси, Ариса Киёто (ребёнок)
Зайн (яп. ザイン Дзайн) — человек, деревенский священник, который со временем присоединяется к отряду Фрирен. Несмотря на то что Зайн — одарённый священник, у него есть несколько пороков, в том числе любовь к алкоголю, сигаретам, азартным играм и женщинам по-старше. Некоторое время он путешествует с Фрирен, но затем временно уходит на поиски своего лучшего друга, который задолго до него отправился в собственное приключение.
Его имя происходит от немецкого глагола «быть».
Сэйю: Юити Накамура, Нацуми Каваида (ребёнок)
Химмель (яп. ヒンメル Химмэру) — человек, герой и глава своего отряда, а также самопровозглашённый красавец. Дружелюбный и спокойный, стремящийся всегда помогать людям, не лишен чувства самоиронии. Его смерть подталкивает Фрирен отправиться в новое путешествие.
Его имя в переводе с немецкого означает «Небеса».
Сэйю: Нобухико Окамото
Хайтер (яп. ハイター Хайта:) — человек, священник, член отряда героя Химмеля. Имеет слабость к употреблению алкоголя. Он и Химмель выросли в одном сиротском приюте. После распада отряда стал епископом Святого города. Нашел, усыновил и воспитал Ферн.
В переводе с немецкого имя означает «веселый» или «безмятежный».
Сэйю: Хироки Тоти
Айзен (яп. アイゼン Айдзэн) — гном, воин, член отряда героя Химмеля. Гномы не такие долгожители, как эльфы, но всё равно живут значительно дольше людей. Однако, несмотря на большую продолжительность жизни, он уже вышел из зрелого возраста и состарился. В начале истории он отказывается от приглашения Фрирен отправиться в новое приключение, предпочитая провести оставшиеся дни в покое и советует ей взять Штарка вместо себя.
В переводе с немецкого имя означает «железо».
Сэйю: Ёдзи Уэда

## История создания
Кацума Огура, ответственный редактор Sousou no Frieren, отмечал, что предыдущая работа Канэхито Ямады, сценариста, которую он рисовал сам, Bocchi Hakase to Robot Shoujo no Zetsubou Teki Utopia, продавалась плохо, несмотря на то, что сам редактор считал её шедевром. Поэтому он решил предложить Ямаде художника для совместной работы над следующей мангой. У редактора и сценариста было несколько идей, и Огура предложил сделать из них комедийную мангу. Однако, когда Огура прочёл получившуюся раскадровку, то сначала рассмеялся, а затем подумал, что вышла вовсе не комедия. После того как Ямада закончил работать над первой раскадровкой, Огура показал её художнику Цукасе Абэ и попросил подготовить наброски персонажей. Ямада и Огура были впечатлены ими, и в итоге Ямада вместе с Абэ подготовили для показа редакции черновик первой главы манги.
Название предстоящей манги долго обсуждалось между редактором и сценаристом манги, и на одном из заседаний редколлегии журнала они попросили поделиться своими идеями остальных редактор, а Огура даже предложил приз в 10 тысяч иен автору самого удачного варианта. И заместитель главного редактора предложил Sousou no Frieren («Провожающая в последний путь Фрирен»), это название понравилось и сценаристу, и художнику, поэтому стало итоговым вариантом для манги.

## Медиа

### Манга
Манга Sousou no Frieren пишется Канэхито Ямадой и иллюстрируется Цукасой Абэ, публикуется в еженедельном журнале сёнэн-манги Weekly Shonen Sunday издательства Shogakukan с 28 апреля 2020 года. Первый том поступил в продажу 18 августа 2020 года. В январе 2023 года манга уходила на двухмесячный перерыв; публикация возобновилась в марте. По состоянию на апрель 2024 года главы манги были скомпонованы в тринадцать томов-танкобонов.

#### Список глав манги
| № | В Японии              | В Японии               | В России        | В России |
| № | Дата публикации       | ISBN                   | Дата публикации | ISBN     |
| --- | --------------------- | ---------------------- | --------------- | -------- |
| Том 1 | 18 августа 2020 года  | ISBN 978-4-09-850180-9 |                 |          |
| - 1. «Конец приключения» (яп. 冒険の終わり Бо:кэн но овари) - 2. «Ложь священника» (яп. 僧侶の嘘 Со:рё но усо) - 3. «Лунная лазурь» (яп. 蒼月草 Со:гэцу со:) - 4. «Секрет волшебницы» (яп. 魔法使いの隠し事 Махо:цукай но какусигото) - 5. «Заклинание умерщвления» (яп. 人を殺す魔法 Хито о коросу махо:) - 6. «Новый Год» (яп. 新年祭 Синнэнсай) - 7. «Там, где покоятся души» (яп. 魂の眠る地 Тамасии но нэмуру ти) |                       |                        |                 |          |
| После 10-летнего долгого путешествия и победы над Королем Демонов, которая принесла мир во всем мире, эльфийская волшебница Фрирен расстается со своими спутниками, героем Химмелем, воином-гномом Айзеном и священником Хейтером. 50 лет спустя она ненадолго воссоединяется с ними вновь что бы понаблюдать вместе за звездопадом, который происходит раз в пол века. Вскоре после этого Химмель умирает от старости. Во время его похорон Фрирен понимает, что скучает по нему и хотела бы узнать его получше. Несколько лет спустя Фрирен навещает пожилого Хейтера и берет в ученицы его приемную дочь, сироту войны по имени Ферн. Через несколько лет после смерти Хейтера Фрирен узнает из гримуара, оставленного ее покойным учителем, Великой Волшебницей Фламме, о месте упокоения душ Эндле, расположенном внутри замка Короля Демонов, и начинает новое путешествие с Ферн, намереваясь снова увидеть Химмеля, чтобы бы выразить свои чувства и прощается. |                       |                        |                 |          |
| Том 2 | 16 октября 2020 года  | ISBN 978-4-09-850181-6 |                 |          |
| - 8. «Сотая доля» (яп. 百分の一 Хякубун но ити) - 9. «Призраки прошлого» (яп. 死者の幻影 Сися но гэнъэй) - 10. «Солнечный дракон» (яп. 紅鏡竜 Ко:кё: рю:) - 11. «Герой деревни» (яп. 村の英雄 Мура но эйю:) - 12. «Северная застава» (яп. 北方の関所 Хоппо: но сэкисё) - 13. «День свободы» (яп. 解放祭 Кайхо:сай) - 14. «Разговоры с монстрами» (яп. 言葉を話す魔物 Котоба о ханасу мамоно) - 15. «Драхт» (яп. ドラート Дора:то) - 16. «Убийство стражника» (яп. 衛兵殺し Эйхэйгороси) - 17. «Фрирен, провожающая в последний путь» (яп. 葬送のフリーレン Со:со: но Фури:рэн) |                       |                        |                 |          |
| Воин-гном Айзен из старого отряда Фрирен ещё жив, так гномы стареют значительно медленнее людей, но он отказывается от предложения присоединиться к новому приключению Фрирен. По его предложению Фрирен вербует в отряд его ученика, молодого воина по имени Штарк. Затем отряд направляется на север, к Северному плато, к городу, где местный лорд, граф Ганат, договорился о перемирии с остатками армии Короля Демонов, с делегацией демонов возглавляемой Люгнером, слугой Ауры «Гильотины», старым врагом Фрирен, одной из столпов Короля Демонов. Уверенная, что демоны лгут, Фрирен делает вид что пытается напасть на Люгнера и позволяет себя арестовать. Один из помощников Люгнера Драхт пробирается в темницу и пытается убить Фрирен в камере, но вместо этого она убивает его и убегает. |                       |                        |                 |          |
| Том 3 | 18 декабря 2020 года  | ISBN 978-4-09-850285-1 |                 |          |
| - 18. «Бессмертное войско» (яп. 不死の軍勢 Фуси но гундзэй) - 19. «В западне» (яп. 急襲 Кю:сю:) - 20. «Техника наставника» (яп. 師匠の技 Сисё: но вадза) - 21. «Ничтожества» (яп. 卑怯者 Хикё:моно) - 22. «Весы повиновения» (яп. 服従の天秤 Фукудзю: но тэмбин) - 23. «Победа и последний путь» (яп. 勝利と弔い Сё:ри то томурай) - 24. «О чем мечтает эльф» (яп. エルフの願望 Эруфу но гамбо:) - 25. «Деревня мечей» (яп. 剣の里 Кэн но сато) - 26. «Дар воину» (яп. 戦士への贈り物 Сэнси э но окуримоно) - 27. «Священник из маленькой деревушки» (яп. 平凡な村の僧侶 Хэйбон на мура но со:рё) |                       |                        |                 |          |
| Люгнер раскрывает свой настоящий план: демоны хотят заставить графа Ганата снять магический барьер, позволив Ауре и ее силам вторгнуться в город. Ганат отказывается. Ферн и Штарк спасают Ганат и убивают Люгнера и его помощницу Лини. Тем временем Фрирен лично противостоит Ауре и побеждает ее в соревновании аур при помощи артефакта Ауры «Весы повиновения». Фрирен умеет скрывать ауру. Явив свою истинную мощь Фрирен использует против Ауры ее собственную магию подчинения и заставляет покончить с собой. Группа Фрирен продолжает путешествие, но вскоре обнаруживают, что для того, чтобы получить доступ в Северные земли, в группе долшен быть маг первого ранга. Для сдачи сертификационного экзамена они отправляются в город Оуссерст. По пути встречают священника Сейна, которого Фрирен приглашает присоединиться к ним. |                       |                        |                 |          |
| Том 4 | 17 марта 2021 года    | ISBN 978-4-09-850490-9 |                 |          |
| - 28. «О чём сожалеет священник» (яп. 僧侶と後悔 Со:рё то ко:кай) - 29. «Как подобает вести себя взрослому» (яп. 理想の大人 Рисо: но отона) - 30. «Зеркальный лотос» (яп. 鏡蓮華 Кагами рэнгэ) - 31. «Бутон смятения» (яп. 混沌花 Контон хана) - 32. «Семейство Орден» (яп. オルデン家 Орудэн-ка) - 33. «Дедушка Волль» (яп. フォル爺 Фору дзии) - 34. «Памятники героям» (яп. 英雄の像 Эйю: но дзо:) - 35. «Открывшийся путь» (яп. 旅立ちのきっかけ Табидати но киккакэ) - 36. «Эмоциональная поддержка» (яп. 心の支え Кокоро но сасаэ) - 37. «Экзамен мага первого класса» (яп. 一級試験 Иккю: но сикэн) |                       |                        |                 |          |
| Несмотря на первоначальный отказ, в конце концов Зейн принимает предложение Фрирен и присоединяется к группе. Некоторое время они путешествуют четвертом, но затем Зейн обнаруживает подсказку о возможном местонахождении своего давно потерянного друга и покидает отряд чтобы отправиться на его поиски. Фрирен, Ферн и Штарк прибывают в Оуссерст, где волшебницы принимают участие в сертификационном экзамене на звание мага первого ранга. Экзамен проводится Северной континентальной магической ассоциацией, возглавляемой древней и могущественной эльфийской волшебницей Сери по прозвищу «ходячий гримуар». Сери старая знакомая Фрирен и учитель её учителя Фламме. |                       |                        |                 |          |
| Том 5 | 16 июля 2021 года     | ISBN 978-4-09-850634-7 |                 |          |
| - 38. «Штилле, метеоритная железная птица» (яп. 隕鉄 Сютирэ) - 39. «Начало плана по захвату» (яп. 捕獲作戦始動 Хокаку сакусэн сидо:) - 40. «Магия поимки птиц» (яп. 鳥を捕まえる魔法 Тори о цукамаэру махо:) - 41. «Момент для решения» (яп. 覚悟のための時間 Какуго но тамэ но дзикан) - 42. «Причина для битвы» (яп. 戦う理由 Татакау рию:) - 43. «Привилегия» (яп. 特権 Токкэн) - 44. «Спасение штилле» (яп. 隕鉄奪還 Сютирэ даккан) - 45. «Магия управления водой» (яп. 水を操る魔法 Мидзу о аяцуру махо:) - 46. «Ещё вкуснее» (яп. もっと美味しい味 Мотто оисий адзи) - 47. «Ферн и её любимая выпечка» (яп. フェルンと焼き菓子 Фэрун то якигаси) |                       |                        |                 |          |
| На первом этапе экзамена Фрирен и Ферн распределяются в разные группы. Каждая группа состоит из трёх магов. В комманде с Фрирен оказывются маг льда Лавине, и её подруга Канне маг воды. А в комманде Ферн оказывется маг создающй клонов Ланд и Юбель, владещая магией разреза. Задача первого этапа — поймать птицу Штилле, и не допустить её кражи другими командами, пока не истечет время. Штилле — редкий и хитрый вид волшебной птицы, чувствительный к магии и способных со скоростью звука. Команды Фрирен и Ферн ловят по птице и сражаются с другими командами, и в конце концов проходят этап. В дополнение к победе Фрирен разрушает магический барьер, ограждавший зону проведения экзамена, что бы передать привет Сери, установивший его. |                       |                        |                 |          |
| Том 6 | 18 ноября 2021 года   | ISBN 978-4-09-850728-3 |                 |          |
| - 48. «Гробница падшего короля» (яп. 零落の王墓 Рэйраку но о:бо) - 49. «Подземелья и магические предметы» (яп. 迷宮と魔道具 Дандзён то мадо:гу) - 50. «Отражающий водный демон, Шпигель» (яп. 水鏡の悪魔 Сюпи:гэру) - 51. «Битва в подземелье» (яп. 迷宮戦闘 Дандзён сэнто:) - 52. «Обсуждение стратегии» (яп. 作戦会議 Сакусэн кайги) - 53. «Эра людей» (яп. 人間の時代 Нингэн но дзидай) - 54. «Раильзайден — практически непобедимая режущая магия» (яп. 大体なんでも切る魔法 Рэйрудзайдэн) - 55. «Конец второго этапа» (яп. 第二次試験終了 Дай ни дзи сикэн сю:рё:) - 56. «Посох Ферн» (яп. フェルンの杖 Фэрун но цуэ) - 57. «Третий этап экзамена» (яп. 第三次試験 Дай сан дзи сикэн) |                       |                        |                 |          |
| На втором этапе экзамена магам предлагается спуститься в подземелье, которое никогда раньше никому не покорялось. Экзаменатор Сенс, владеющая магией волос также идет со сдающими, что бы наблюдать за прохождением. Внутри подземелья на магов нападают их клоны, созданные демоном Шпигель, обитающим в самой глубокой части подземелья. Несколько магов вынуждены отступить. Наибольшую опасность представляет клон Фрирен. Оставшиеся на этапе маги объединяют свои силы, что бы пройти подземелье. Фрирен и Ферн сражаются с клоном Фрирен и уничтожают Шпигеля, а остальные маги тем временем охраняют их от вмешательства других клонов. Юбель побеждает клона экзаменатора Сенс. Зачистив подземелье кандидаты проходят на последний третий этап экзамена. Сери решает провести последний этап лично, отбирая кандидатов, которых она считает достойными. Сери отклоняет нескольких кандидатов, в том числе Фрирен, с которой она не в ладах, но одобряет Ферн, когда та замечает нестабильность в мане Сери. Сери не только одобряет Ферн, но и приглашает её стать своей ученицей, однако Ферн отказывается. |                       |                        |                 |          |
| Том 7 | 17 марта 2022 года    | ISBN 978-4-09-850876-1 |                 |          |
| - 58. «Инстинкты Сери» (яп. ゼーリエの直感 Дзэ:риэ но тёккан) - 59. «Тривиальная помощь» (яп. 小さな人助け Тийсана хитодасукэ) - 60. «Прощание и отбытие» (яп. 旅立ちと別れ Табитати то вакарэ) - 61. «Нейтрализующий Кристалл» (яп. 封魔鉱 Фу:мако:) - 62. «Причина для путешествия» (яп. 旅立ちの理由 Табидати но рию:) - 63. «Герой Юга» (яп. 南の勇者 Минами но ю:ся) - 64. «Демон меча» (яп. 剣の魔族 Цуруги но мадзоку) - 65. «Секретные горячие источники в горах Этвас» (яп. エトヴァス山の秘湯 Этовадзу-сан но хито:) - 66. «Места, где ей понравится» (яп. 好きな場所 Суки на басё) - 67. «Минутка покоя» (яп. 穏やかな時間 Одаякана дзикан) |                       |                        |                 |          |
| После завершения экзамена группа Фрирен продолжает свое путешествие на север, оказывая по дороге помощь местным жителям. |                       |                        |                 |          |
| Том 8 | 17 июня 2022 года     | ISBN 978-4-09-851148-8 |                 |          |
| - 68. «Северное плато» (яп. 北部高原 Hokubu Kōgen) - 69. «Императорское спиртное» (яп. 皇帝酒 Bōsuhafuto) - 70. «Компания Норм» (яп. ノルム商会 Norumu Shōkai) - 71. «Запрос о ликвидации» (яп. 討伐依頼 Tōbatsu Irai) - 72. «Сёгун» (яп. 将軍 Shōgun) - 73. «Встреча и бой» (яп. 遭遇戦 Sōgūsen) - 74. «Божественный Револте» (яп. 神技のレヴォルテ Shingi no Revorute) - 75. «Элиль'Фратт: чары развеивания тумана» (яп. 霧を晴らす魔法 Erirufurāte) - 76. «Заключение» (яп. 決着 Ketchaku) - 77. «Стая Драконов» (яп. 竜の群れ Ryū no Mure) |                       |                        |                 |          |
| Группа Фрирен вновь встречает Генау и Методе, с которыми они впервые познакомились на экзамене на звание мага первого ранга. Им было поручено уничтожить генерала демонов Револьте, который терроризирует эти земли. Фрирен и остальные решают им помочь: Старк и Генау вместе убивают Револьте, а эльфийка с Ферн и Методе убивают его подчиненных. Тем временем Денкен, пожилой чародей из Империи, также сдавший до этого экзамен на мага первого ранга, прибывает на свою родину, в город Вайсе, который был превращен целиком в золото вместе со всеми жителями. Здесь его ждёт сильнейший из семи мудрецов Короля Демонов — «Махт из Эльдорадо». |                       |                        |                 |          |
| Том 9 | 15 сентября 2022 года | ISBN 978-4-09-851260-7 |                 |          |
| - 78. «Озеро Корридор» (яп. コリドーア湖 Koridōa-ko) - 79. «Великое Ущелье Тоа» (яп. トーア大渓谷 Tōa Daikeikoku) - 80. «Снежный святокамень» (яп. 聖雪結晶 Seisetsu Kesshō) - 81. «Эльдорадо» (яп. 黄金郷 Ōgonkyō) - 82. «Диаголдзе — магия превращения в золото» (яп. 万物を黄金に変える魔法 Dīagoruze) - 83. «Каменный браслет власти» (яп. 支配の石環 Shihai no Sekikan) - 84. «Сорвиголова» (яп. 命知らず Inochi Shirazu) - 85. «Злоба» (яп. 悪意 Akui) - 86. «Беседа» (яп. 話し合い Hanashiai) - 87. «Симпатия» (яп. 好意 Kōi) |                       |                        |                 |          |
| По просьбе Магической ассоциации группа Фрирен присоединяется к Денкену, который просит их помочь уничтожить Махта и вернуть Вайсе к нормальной жизни. В ходе встречи выясняется, что Махт — демон, который добровольно служил Глюку, правителю Вайса и тестю Денкена, пока не решил предать своего хозяина и не наложил на город проклятие под названием «Диаголдзе», превратившее город со всеми жителями в золото. Сразу после этого демон вместе с городом был заключен под стражу с помощью магического барьера, возведенного Ассоциацией. Денкен также рассказывает, что когда-то был учеником Махта. Получив согласие Фрирен, Денкен ведет группу на встречу с Махтом для беседы, и волшебница, которая однажды сражалась с Махтом и едва не была убита демоном, приходит к выводу, что прямо сейчас они не смогут его победить. Однако Денкен рассказывает, что один из магов Ассоциации проникнул в воспоминания Махта, и просит Фриерен помочь проанализировать их, чтобы найти способ противостоять проклятию и победить его.                                                                               |                       |                        |                 |          |
| Том 10 | 16 марта 2023 года    | ISBN 978-4-09-851771-8 |                 |          |
| - 88. «Солитар» (яп. ソリテール Soritēru) - 89. «Вина» (яп. 罪悪感 Zaiaku-kan) - 90. «Глюк» (яп. グリュック Guryukku) - 91. «Открытость» (яп. 表舞台 Omote Butai) - 92. «Упадок Вайзе» (яп. ヴァイゼの終焉 Vaize no Shūen) - 93. «Великий барьер» (яп. 大結界 Dai Kekkai) - 94. «Анализ» (яп. 解析 Kaiseki) - 95. «Неизвестный Великий Демон» (яп. 無名の大魔族 Mumei no Daimazoku) - 96. «Учитель и ученик» (яп. 師弟 Shitei) - 97. «Наблюдение» (яп. 観測 Kansoku) |                       |                        |                 |          |
| Из воспоминаний Махта Фрирен и Денкен узнают, что демон стремился познать человеческие эмоции, и для этого подружился с Глюком и стал его подчиненным. Он помог Глюку стать правителем Вайса, расправившись над его политическими соперниками. Много лет спустя Глюк был вынужден под давлением горожан ограничить Махта артефактом, позволяющим контролировать его — «Каменным браслетом власти». «Каменный браслет власти» заставлял его служить жителям Вайсе и запрещал действовать с злыми намерениями по отношению к ним. Однако, будучи демоном, Махт не понимает концепции «человеческих злых намерений», что позволяет ему предать Глюка и превратить весь город и его жителей в золото, несмотря на действие артефакта. Пока Фрирен ищет способ развеять Диаголдзе, проклятие обращения в золото, Солитер, другой демон и соратница Махта, развеивает барьер окружающий город, позволяя сбежать Махту и распространить действие проклятия на окружающие город земли, таким образом превратив Фрирен и её группу в золото.                                                                                    |                       |                        |                 |          |
| Том 11 | 15 сентября 2023 года | ISBN 978-4-09-852769-4 |                 |          |
| - 98. «Возмездие» (яп. 報い Mukui) - 99. «Нападение и защита» (яп. 攻防 Kōbō) - 100. «Основы магии» (яп. 魔法使いの基礎 Mahōtsukai no Kiso) - 101. «Прорыв» (яп. 打開策 Dakaisaku) - 102. «Ничья» (яп. 相打ち Aiuchi) - 103. «Время возмездия» (яп. 報いの時 Mukui no Toki) - 104. «Посещение ее могилы» (яп. 墓参り Hakamairi) - 105. «Голем» (яп. ゴーレム Gōremu) - 106. «Небесно-горный дракон» (яп. 天脈竜 Ten myaku Ryū) - 107. «Памятник Богини» (яп. 女神の石碑 Megami no Sekihi) |                       |                        |                 |          |
| Фрирен удаётся снять проклятие с себя и Денкена. Он немедленно вступает в схватку с Махтом, а Фрирен же сражается с Солитёр. Проигрывая своей сопернице, волшебнице удаётся с помощью остатков маны снять проклятье со всего города, тем самым освобождая Ферн, которая убивает Солитёр атакой с огромного расстояния. Денкену же удаётся нанести смертельный удар отвлекшемуся Махту, который сбегает обратно в город. В свои последние минуты Махт мирно беседует с освобожденным от проклятья Глюком, который ждал его в Вайсе. После смерти Махта Глюк узнает, что он предстанет перед судом за все совершенные им преступления, а Денкен наконец исполняет свое давнее желание навестить могилу своей покойной жены. Фрирен со своей группой продолжает путь, и по пути они выходят к древнему памятнику, оставленному Богиней. Неожиданно разум Фрирен отправлятся на несколько десятилетий в прошлое, к тому времени, когда она путешествовала с Химмелем, Хайтером и Айзеном. |                       |                        |                 |          |
| Том 12 | 18 декабря 2023 года  | ISBN 978-4-09-853030-4 |                 |          |
| - 108. «Воссоединение» (яп. 再会 Saikai) - 109. «Царт из Загробных теней» (яп. 残影のツァルト Zan'ei no Tsaruto) - 110. «Группа героев» (яп. 勇者一行 Yūsha Ikkō) - 111. «Миссия сопровождения» (яп. 護衛依頼 Goei Irai) - 112. «Вера» (яп. 信頼 Shinrai) - 113. «Дракон бездны» (яп. 皇獄竜 Kōgoku Ryū) - 114. «Меч героя» (яп. 勇者の剣 Yūsha no Tsurugi) - 115. «Лучшие друзья» (яп. 親友 Shin'yū) - 116. «Магия возвращения» (яп. 帰還の魔法 Kikan no Mahō) - 117. «Чудесная иллюзия» (яп. 奇跡の幻影 Kiseki no Gen'ei) |                       |                        |                 |          |
| После использования заклинания, которому она научилась в будущем, чтобы победить могущественного демона, напавшего на отряд, Фрирен вынуждена открыть правду о себе остальным, которые верят ей и соглашаются не расспрашивать волшебницу и держать всё в секрете, чтобы предотвратить временной парадокс. После длительных поисков, группа Химмеля обнаруживает способ отправить Фрирен обратно в ее время. Однако, Солитёр, ещё живая в прошлом, и Граусам, один из семи мудрецов, получают от Короля Демонов информацию о Фрирен и нападают на неё, намереваясь заполучить её знания о будущем в своих целях. Граусам с помощью своей особой магии затягивает членов группы в чудесную иллюзию — свадьбу Химмеля и Фрирен. |                       |                        |                 |          |
| Том 13 | 17 апреля 2024 года   | ISBN 978-4-09-853233-9 |                 |          |
| - 118. «Фиалатол» (яп. フィアラトール Fiaratōru) - 119. «Воспоминания» (яп. 思い出 Omoide) - 120. «Ложный образ героя» (яп. 虚像の英雄 Kyozō no eiyū) - 121. «Монстры на пути» (яп. 街道の魔物 Kaidō no mamono) - 122. «Крепость Титанов» (яп. ティタン城塞 Titan jōsai) - 123. «Свидетельство усилий» (яп. 頑張ってきた証 Ganbatte kita akashi) - 124. «Воин теней» (яп. 影なる戦士 Kagenaru senshi) - 125. «Семья» (яп. 家族 Kazoku) - 126. «Новая миссия» (яп. 新たな任務 Aratana ninmu) - 127. «Задание по поиску информации» (яп. 回収任務 Kaishū ninmu) |                       |                        |                 |          |
| Благодаря Фрирен Химмель вырывается из иллюзии Граусама и они отбиваются от засады демонов. Фрирен благополучно добирается до памятника богини, и ей удаётся вернуться в настоящее. Воссоединившись со своей группой, она продолжает путь и добирается до границ Империи. Во время ночевки в отдаленной деревне на них нападает Радар, убийца, получивший много лет назад от Империи приказ избавиться от нескольких магов, в том числе и от Фрирен. Победив убийцу, группа Фрирен пребывает в столицу Империи Айзеберг, где с ними встречаются Фальх и Сенс, два мага первого ранга из Магической ассоциации, которые просят их помочь защитить Сери, главу Магической ассоциации, пока она принимает участие в «Фестивале основания», важным для дипломатических отношений Империи и Ассоциации мероприятии, будучи уверенными, что она также является целью имперских убийц. К охране Сери привлекают ещё двух магов, с которыми они познакомились во время экзамена, Убель и Ланда. Тем временем убийца из Империи начинает планировать покушение на Сери.                                                         |                       |                        |                 |          |

##### Главы, не вошедшие в танкобоны
- 128. «Магический спецотряд» (яп. 魔導特務隊 Madō tokumutai)
- 129. «Тени Империи» (яп. 帝国の影 Teikoku no kage)
- 130. «Под поверхностью» (яп. 水面下 Suimenka)
- 131. «Побег» (яп. 脱出 Dasshutsu)
- 132. «Погоня» (яп. 追跡 Tsuiseki)
- 133. «Серебряные монеты» (яп. 銀貨 Ginka)
- 134. «Обнаружение источника» (яп. 逆探知 Gyaku Tanchi)
- 135. «Прелюдия» (яп. 前哨戦 Zenshōsen)
- 136. «Воссоединение» (яп. 再会 Saikai)
- 137. «Отпор» (яп. 撃退 Gekitai)
- 138. «Мятежники» (яп. 逆賊 Gyakuzoku)
- 139. «Кузнец Крейс» (яп. 鍛冶屋のクライス Kajiya no Kuraisu)

##### Спин-оффы
Также вышло пять отдельных глав от разных авторов, которые публиковались на сайте Sunday Webry с 22 по 26 мая 2023 года:
- «Фрирен на кухне» (яп. 厨房のフリーレン Тю:бо: но Фури:рэн, Chūbō no Frieren) Кассан;
- «Приключения героя Химмеля» (яп. 勇者ヒンメルの冒険譚 Ю:ся Химэру но бо:кэнтан, Yūsha Himmel no Bōkentan) Рэн Миура;
- «Фрирен хочет узнать людей получше» (яп. フリーレンは人間を知りたい Фури:рэн ва нингэн во сиритай, Frieren wa Ningen wo Shiritai) Ёна;
- «Дневник путешествий Химмеля» (яп. ヒンメル旅にっき Химэру таби никки, Himmel Tabi Nikki) Кадзуми Ямагути;
- «Фрирен на обочине дороги» (яп. 寄り道のフリーレン Ёримити но Фури:рэн, Yorimichi no Frieren) Соити Игараси.

### Аниме
В сентябре 2022 года на обложке девятого тома манги было объявлено, что манга получит аниме-адаптацию. Позже стало известно, что это будет аниме-сериал, производством которого занялась студия Madhouse, на должность режиссёра был назначен Кэйитиро Сайто, сценаристом — Томохиро Судзуки, дизайнером персонажей — Рэйко Нагасава, а композитором — Эван Колл.
Премьера сериала состоялась 29 сентября 2023 года в двухчасовом специальном выпуске программы Kin’yō Road Show телеканала Nippon Television. В этой программе обычно показывают полнометражные фильмы, и Frieren стала первым в истории аниме-сериалом, попавшим туда. Сериал выходил на протяжении полугода, трансляция завершилась 22 марта 2024 года. Всего в первом сезоне аниме вышло 28 эпизодов, ставших экранизацией первых 6 томов манги.
Дуэт Yoasobi исполнил первую открывающую музыкальную тему «Yūsha» (яп. 勇者, Ю:ся) «Герой», а Milet — закрывающую тему «Anytime Anywhere». Milet также исполнила закрывающую тему первого эпизода — «Bliss». Рок-дуэт Yorushika исполнил вторую открывающую тему «Haru» (яп. 晴る Хару, «Светить»). Во второй части сериала закрывающей темой звучит другая аранжировка песни «Anytime Anywhere». По просьбе режиссёра Кэйитиро Сайто созданием анимации для закрывающей темы занялась восходящая звезда Рэйна Мурамацу, в результате чего концовка сочетает техники рисованной и пластилиновой анимации.
Crunchyroll лицензировал сериал за пределами Азии.
28 сентября 2024 года было анонсировано начало работы над вторым сезоном аниме, к работе вернётся студия Madhouse.

### Другое
Официальный фанбук, содержащий информацию о манге, иллюстрации, краткое содержание и первоначальные эскизы персонажей, был опубликован Shogakukan 12 января 2024 года.
Роман-предыстория, написанный Мэй Хатимоку под руководством Канэхито Ямады, под названием Shōsetsu Sōsō no Frieren ~Zensō~, был выпущен 17 апреля 2024 года. В приквеле рассказываются истории, не вошедшие в мангу, в центре которых находятся Фрирен, Ферн, Старк, Канне, Лавине и Аура.

## Приём

### Манга
К марту 2021 года тираж манги составил более 2 миллионов экземпляров, к февралю 2022 года — более 5,6 миллиона экземпляров, к июню 2022 года — более 6 миллионов, к сентябрю 2022 года — более 7,2 миллиона, к марту 2023 года — более 8 миллионов, к сентябрю 2023 года — более 10 миллионов, к декабрю 2023 года — более 17 миллионов, к марту 2024 года — более 20 миллионов.
Манга заняла второе место в рейтинге лучших манг 2021 года для мужчин по версии Kono Manga ga Sugoi! и шестое место в рейтинге 2022 года. Frieren заняла второе место в списке «Комиксы 2021 года, рекомендованные сотрудниками национальных книжных магазинов» и третье в списке «Комиксы 2021 года, рекомендованные издателями комиксов», составленные сайтом Honya Club. Манга заняла семнадцатое место в списке «Книга года 2021» журнала Da Vinci, десятое место в списке 2022 года и двенадцатое место в списке 2023 года.
В 2022 году она вошла в десятку лучших графических романов в списке «Лучшие графические романы для взрослых» Американской библиотечной ассоциации.

#### Критика
Ребекка Сильверман с сайте Anime News Network поставила первому тому оценку A–. Рецензент высоко оценила концепцию манги, назвав это «интересным взглядом на жанр фэнтези». Сильверман, однако, отметила, что иллюстрации «не вполне соответствуют эмоциональным задачам истории». Ричард Айзенбейс с того же сайта высоко оценил второй том серии, сказав, что он «повествует как о трогательных историях, так и о глубоких тематических исследованиях человеческой природы». Он также охарактеризовал четвёртый и пятый тома манги как «кульминацию, которая дала не только грандиозную битву, но и развитие персонажей и построение мира. Небольшие истории, которые бьют прямо по эмоциям».
Росс Локсли из UK Anime Network считает, что у Frieren интересный подход к жанру фэнтези, сравнивая её темы с мангой To Your Eternity, поскольку в них обеих рассматриваются главные герои, идущие вслед за наследием своих товарищей по команде.
Вольфен Мундотер из Sequential Tart оценил первый том на 9 баллов из 10. Рецензент отметил «повседневный» характер истории, несмотря на то что в её основу положен «отряд авантюристов в стиле D&D», а также похвалил синергию между персонажами и иллюстрациями.
Кара Деннисон из Otaku USA пишет, что Frieren явно вдохновлялась известными фэнтези-произведениями, такими как «Властелин колец», а «душевная история, человеческие взаимоотношения, нотки юмора и прекрасные иллюстрации сплетаются воедино, чтобы рассказать уютную, медленно развивающуюся фэнтези-сказку».

#### Награды и номинации
| Год  | Награда                                    | Категория               | Результат    | Ссылки |
| ---- | ------------------------------------------ | ----------------------- | ------------ | ------ |
| 2021 | New Manga Award                            | Лучшая манга            | Второе место | [ 63 ] |
| 2021 | 14-я Манга тайсё                           | Гран-при                | Победа       | [ 64 ] |
| 2021 | 25-я Культурная премия имени Осаму Тэдзуки | Новый автор             | Победа       | [ 65 ] |
| 2021 | eBook Initiative Japan Manga Award         | Гран-при                | Второе место | [ 66 ] |
| 2021 | 45-я Премия манги Коданся                  | Лучшая сёнэн манга      | Номинация    | [ 67 ] |
| 2021 | 5-я Tsutaya Comic Award                    | Новый хит               | Пятое место  | [ 68 ] |
| 2021 | 7-я Next Manga Award                       | Печатная манга          | Третье место | [ 69 ] |
| 2022 | 46-я Премия манги Коданся                  | Лучшая сёнэн манга      | Номинация    | [ 70 ] |
| 2023 | Rakuten Kobo's E-book Manga Award          | Топ рекомендуемой манги | Победа       | [ 71 ] |
| 2023 | 69-я Премия манги Shogakukan               | Общая                   | Победа       | [ 5 ]  |
| 2024 | 48-я Премия манги Коданся                  | Лучшая сёнэн манга      | Победа       | [ 6 ]  |
| 2024 | Премия Харви                               | Лучшая манга            | Номинация    | [ 72 ] |

### Аниме

#### Критика
Али Гриффитс из Digital Spy назвал аниме-адаптацию Frieren одним из лучших фэнтези 2023 года. Рецензент выделил тематику аниме, связанную с течением времени, а также похвалил «уютную, спокойную атмосферу» и звуковое оформление сериала. Ричард Айзенбайс из Anime News Network высоко оценил динамику отношений между главными героями: Фрирен быстро проходит арку знакомства с Ферн и Штарком, и в итоге её взгляд на время постепенно меняется, и в то же время с каждым эпизодом мы всё больше знакомимся с её предысторией. Кэмбол Кэмпбелл из IGN пишет, что «это простое, но трогательное фэнтези-приключение, где созерцание важнее действия, и от этого оно становится только лучше».
Эдуард Царионов из «Тинькофф Журнала» выделяет необычность сериала, проработанность персонажей, сказочность саундтрека и отличную режиссуру.
В ноябре 2023 года «Провожающая в последний путь Фрирен» возглавила пользовательский рейтинг сайта MyAnimeList, сместив «Стального алхимика» (Fullmetal Alchemist: Brotherhood 2009 года). Последний уже терял ранее первое место, уступая, например, «Атаке титанов» и Oshi no Ko, однако неизменно возвращался на лидирующую позицию. В адрес поклонников «Братства» даже звучали обвинения в том, что они намеренно занижали рейтинги других произведений. Тем не менее по состоянию на март 2024 года «Фрирен» всё ещё остаётся самым высоко оценённым аниме на сайте.

#### Награды и номинации
| Год  | Награда                      | Категория                   | Номинант                 | Результат          | Ссылки |
| ---- | ---------------------------- | --------------------------- | ------------------------ | ------------------ | ------ |
| 2023 | Yahoo! Japan Search Awards   | Аниме                       | Sousou no Frieren        | Четвертое место    | [ 80 ] |
| 2023 | AT-X                         | Top Anime Ranking           | Sousou no Frieren        | Второе место       | [ 81 ] |
| 2023 | AT-X 25th Anniversary        | Recommended Series          | Sousou no Frieren        | Восьмое месте      | [ 82 ] |
| 2023 | Billboard Japan Music Awards | Hot Animation               | Yūsha (Yoasobi)          | Шестнадцатое место | [ 83 ] |
| 2023 | Asian Pop Music Awards       | Лучший саундтрек            | Yūsha (Yoasobi)          | Номинация          | [ 84 ] |
| 2023 | Asian Pop Music Awards       | Лучший автор текста         | Milet (Anytime Anywhere) | Номинация          | [ 85 ] |
| 2024 | Tokyo Anime Award            | Лучшая музыка               | Yoasobi                  | Победа             | [ 86 ] |
| 2024 | AnimaniA Awards              | Best TV Series: Online      | Sousou no Frieren        | Номинация          | [ 87 ] |
| 2024 | AnimaniA Awards              | Лучшая песня в аниме        | Yūsha (Yoasobi)          | Номинация          | [ 87 ] |
| 2024 | Astra TV Awards              | Лучший аниме-сериал         | Sousou no Frieren        | Номинация          | [ 88 ] |
| 2025 | Tokyo Anime Award Festival   | Анимация года (телевидение) | Sousou no Frieren        | Победа             | [ 89 ] |
| 2025 | Tokyo Anime Award Festival   | Лучшая музыка               | Эван Колл                | Победа             | [ 89 ] |

### Комментарии
1. ↑  В отличие от предыдущих лет, в премии 2023 года номинанты не были разделены на категории.